# Bridget Bate Tichenor
Bridget Bate Tichenor (* 22. November 1917 in Paris; † 12. Oktober 1990 in Mexiko-Stadt) war eine mexikanische surrealistische Malerin.

## Leben und Werk
Bate Tichenor wurde in Paris als Tochter von Frederick Blantford Bate und Vera Bate Lombardi geboren. Sie besuchte Schulen in England, Frankreich und Italien und zog im Alter von 16 Jahren zu ihrer Mutter nach Paris, wo sie als Model für Coco Chanel arbeitete. Von 1930 bis 1938 lebte sie in Rom und Paris. Man Ray, der surrealistische Fotograf und engste Freund ihres Vaters, fotografierte sie in verschiedenen Phasen ihrer Modelkarriere von Paris bis New York, ebenso wie die Fotografen Cecil Beaton, Irving Penn, John Rawlings und George Platt Lynes. 1939 kündigte die Zeitschrift Vogue die Hochzeit von Bridget Pamela Arkwright Bate mit Hugh J. Chisholm an, einem in Yale ausgebildeten Dichter und Erben eines Papiervermögens.  Nach der arrangierten Ehe zog sie nach New York, wo sie als Studentin an der Art Students League of New York bei Reginald Marsh studierte. Nach der Scheidung von ihrem ersten Ehemann 1944 heiratete sie 1945 Jonathan Tichenor, einen Assistenten des Fotografen George Platt Lynes. Sie arbeitete für die Vogue unter der Leitung von Edna Woolman Chase und Jessica Daves, bis sie sich 1953 von ihrem zweiten Ehemann scheiden ließ. Sie zog nach Mexiko, wo ihr Cousin und Kunstsammler Edward James ein Anwesen besaß. Hier begann sie mit der Malerei, in der sie bereits in Italien von dem surrealistischen Maler Giorgio de Chirico unterrichtet worden war. In New York war sie 1945 Schülerin von Paul Cadmus gewesen, der die akribische Renaissance-Technik der Temperamalerei mit realistischen Themen kombinierte.  1958 nahm sie zusammen mit Leonora Carrington Alice Rahon, Remedios Varo und anderen zeitgenössischen Malerinnen ihrer Zeit am Ersten Salon für Frauenkunst an der Galerías Excelsior in Mexiko teil. Im selben Jahr kaufte sie die Contembo-Ranch auf einem steilen Hügel mit Blick auf den Pátzcuaro-See in der Nähe des abgelegenen Dorfes Ario de Rosales in Michoacán, wo sie bis 1978 zurückgezogen in ihrer umfangreichen Tiermenagerie malte. Sie entwickelte eine Maltechnik, die auf italienischen Tempera-Formeln aus dem 16. Jahrhundert basierte. Sie bereitete einen mit Eierschalen fertiggestellten Gesso-Grund auf Masonit vor und malte mit kleinen Pinseln viele transparente Ölglasuren. Dies erzeugte eine polierte juwelenartige Oberfläche auf ihren Gemälden. Sie entwickelte ihre eigene Symbolsprache und bevölkerte ihre Bilder mit verschiedenen seltsamen Wesen, die oft in Eiform eingeschlossen waren. Zu ihren engsten Freunden und künstlerischen Zeitgenossen in Mexiko zählten die Maler Leonora Carrington, Alan Glass, Zachary Selig und der Künstler Pedro Friedeberg. Von 1982 bis 1984 lebte sie in Rom und malte eine Reihe von Gemälden. Ihre letzten Jahre verbrachte sie in ihrem Haus in San Miguel de Allende, Guanajuato, Mexiko.

## Ausstellungen (Auswahl)
- 2008: Museo de Arte Contemporáneo de Monterrey, Mexiko
- 2012: LACMA 2012, Los Angeles
- 2012: Museo de la Ciudad de México
- 2019: Surrealism in Mexico, Di Donna Galleries, New York
- 2020: Fantastische Frauen, Schirn Kunsthalle Frankfurt